# Assuéfry
Assuéfry  est une localité du nord-est de la Côte d'Ivoire, et appartenant au département de Tanda, région du Gontougo. La localité d'Assuéfry est un chef-lieu de commune.

## Historique et géopolitique
Assuéfry est une localité située au nord-est de la Côte d'Ivoire, à seulement 12 kilomètres de la frontière ghanéenne, à 388 kilomètres d'Abidjan et à 50 kilomètres de Bondoukou, capitale régionale du Gontougo. Intégrée au département de Transua, elle se situe à 18 kilomètres de ce centre administratif. La commune d’Assuéfry est délimitée à l’est par le Ghana, à l’ouest par le département de Tanda, au sud par la commune de Transua, et au nord par la sous-préfecture de Gouméré. Elle regroupe vingt villages, représentant une diversité culturelle propice aux échanges transfrontaliers et au développement régional.
la ville d'Assuefry compte une population de 26557 et une superficie de  277 km2. Elle fut guidée par le roi Nanan TAN Datê, le peuple Bron, originaire de l’actuel Ghana, anciennement connu sous le nom de Gold Coast, s’installe dans l’est de ce qui deviendra la Côte d'Ivoire. Cette migration, qui s’est produite au XVIIe siècle, trouve son origine dans une guerre de succession face au peuple Ashanti, appartenant aussi au groupe Akan. Ce mouvement de population fut massif et déterminant. Le roi TAN Datê et son groupe, venus d’Akwamu Awinwinrisso, une région proche de Koumassi en Gold Coast, s’établissent alors dans les zones de Zanzan et Yakassé, situées dans la région de Bondoukou. C’est dans la localité de Yakassé que naît le roi ABO Koffi, surnommé Abomeré, qui fonde le village d’Assuéfry. Cherchant un nouvel emplacement pour sa communauté, il découvre une source abondante d'eau, surveillée par un esprit protecteur albinos. Ce site est alors nommé Assuofry, à l'origine de l'actuelle ville d'Assuéfry. L'administration coloniale a déformé ce nom d'origine ; Assuofry provient du terme « Assuo », signifiant cours d’eau, et de « Fry », qui désigne albinos, soit la rivière de l'albinos.Le village d’Assuéfry est élevé au rang de chef-lieu de sous-préfecture par le décret n°86-1021 du 24 septembre 1986, et ensuite au statut de commune par le décret n°95-941 du 13 décembre 1995, lors de la création de nouvelles communes en Côte d’Ivoire.

## Économie
La ville d'Assuéfry, située à proximité de la frontière avec le Ghana, bénéficie d'un emplacement stratégique qui lui confère une forte vocation commerciale. Cette proximité favorise des échanges transfrontaliers, en particulier à travers un grand marché qui attire, chaque vendredi, des commerçants et acheteurs venus du Ghana voisin. Toutefois, la véritable richesse économique d'Assuéfry réside dans son secteur agricole. En effet, la commune se distingue par ses cultures de rente, notamment le café, le cacao et surtout l’anacarde, qui en font un acteur majeur dans la production agricole régionale. Par ailleurs, une grande variété de cultures vivrières y est cultivée, ce qui permet à Assuéfry de jouer le rôle de grenier pour le département.
Assuéfry dispose également d'infrastructures financières adaptées aux besoins locaux, notamment avec la présence d'une institution de microfinance, la Caisse Mutuelle d’Épargne de Crédit de Côte d’Ivoire (CMEC-CI), qui soutient les initiatives économiques locales. Sur le plan industriel, l’exploitation forestière représente une autre composante importante de l’économie de la commune. La zone forestière environnante attire aussi bien des exploitants forestiers, à la recherche de bois, que des cultivateurs de cacao, de café et d’anacarde, ce dernier étant une culture dominante.
Enfin, la vie culturelle d’Assuéfry est marquée par la présence active de la chefferie traditionnelle, qui joue un rôle central dans la gestion des affaires communales, renforçant ainsi le lien social et les traditions locales.

## Sports
La localité dispose d'un club de football, le Djara Sports, qui évolue en championnat de division régionale, équivalent d'une « 4e division » .